# Satellite Awards 2017
Die 22. Verleihung der Satellite Awards, die die International Press Academy (IPA) jedes Jahr in verschiedenen Film-, Fernseh- und Medienkategorien vergibt, fand am 11. Februar 2018 in Los Angeles statt. Bei den 22. Satellite Awards wurden Filme und Serien des Jahres 2017 geehrt.
Die Nominierungen wurden am 24. November 2017 bekanntgegeben.

## Gewinner und Nominierte im Bereich Film
| Film                                      | N  | A |
| ----------------------------------------- | -- | - |
| Shape of Water – Das Flüstern des Wassers | 10 | 2 |
| Dunkirk                                   | 10 | 1 |
| Three Billboards Outside Ebbing, Missouri | 6  | 3 |
| Lady Bird                                 | 6  | 0 |
| Blade Runner 2049                         | 4  | 2 |
| Die dunkelste Stunde                      | 4  | 1 |
| Get Out                                   | 4  | 1 |
| Planet der Affen: Survival                | 4  | 1 |
| Mudbound                                  | 3  | 1 |
| Wonder Woman                              | 3  | 1 |
| Call Me by Your Name                      | 3  | 0 |
| I, Tonya                                  | 3  | 0 |
| The Florida Project                       | 3  | 0 |

### Bester Film
Three Billboards Outside Ebbing, Missouri (Major)

God’s Own Country (Independent)
The Big Sick
Dunkirk
Get Out
Call Me by Your Name
I, Tonya
Lady Bird
Mudbound
Shape of Water – Das Flüstern des Wassers (The Shape of Water)

### Bester Hauptdarsteller
Gary Oldman – Die dunkelste Stunde (Darkest Hour) (Major)

Harry Dean Stanton – Lucky (Independent)
Daniel Day-Lewis – Der seidene Faden (Phantom Thread)
James Franco – The Disaster Artist
Jake Gyllenhaal – Stronger
Robert Pattinson – Good Time
Jeremy Renner – Wind River

### Beste Hauptdarstellerin
Sally Hawkins – Shape of Water – Das Flüstern des Wassers (The Shape of Water) (Major)

Diane Kruger – Aus dem Nichts (Independent)
Jessica Chastain – Molly’s Game – Alles auf eine Karte (Molly’s Game)
Judi Dench – Victoria & Abdul
Frances McDormand – Three Billboards Outside Ebbing, Missouri
Margot Robbie – I, Tonya
Saoirse Ronan – Lady Bird
Emma Stone – Battle of the Sexes – Gegen jede Regel (Battle of the Sexes)

### Bester Nebendarsteller
Sam Rockwell – Three Billboards Outside Ebbing, Missouri
Willem Dafoe – The Florida Project
Armie Hammer – Call Me by Your Name
Dustin Hoffman – The Meyerowitz Stories (New and Selected)
Mark Rylance – Dunkirk
Michael Shannon – Shape of Water – Das Flüstern des Wassers (The Shape of Water)

### Beste Nebendarstellerin
Lois Smith – Marjorie Prime
Mary J. Blige – Mudbound
Holly Hunter – The Big Sick
Allison Janney – I, Tonya
Melissa Leo – Novitiate
Laurie Metcalf – Lady Bird

### Bester Dokumentarfilm
Chasing Coral
City of Ghosts
Cries From Syria
Ex Libris: The New York Public Library
Hell on Earth: The Fall of Syria and the Rise of ISIS
Human Flow
Ikarus (Icarus)
Kedi
Legion of Brothers

### Bester fremdsprachiger Film
Aus dem Nichts
120 BPM (120 battements par minute)
Foxtrot – Der Tanz des Schicksals (Foxtrot)
Die göttliche Ordnung
Loveless
The Square
Der weite Weg der Hoffnung (First They Killed My Father)
White Sun

### Bester Animationsfilm oder Real-/Animationsfilm
Coco – Lebendiger als das Leben! (Coco)
Birdboy: The Forgotten Children
The Boss Baby
Der Brotverdiener (The Breadwinner)
Cars 3: Evolution
The LEGO Batman Movie
Loving Vincent

### Beste Regie
Jordan Peele – Get Out
Sean Baker – The Florida Project
Greta Gerwig – Lady Bird
Christopher Nolan – Dunkirk
Dee Rees – Mudbound
Guillermo del Toro – Shape of Water – Das Flüstern des Wassers (The Shape of Water)

### Bestes Originaldrehbuch
Martin McDonagh – Three Billboards Outside Ebbing, Missouri
Sean Baker und Chris Bergoch – The Florida Project
Greta Gerwig – Lady Bird
Christopher Nolan – Dunkirk
Jordan Peele – Get Out
Guillermo del Toro und Vanessa Taylor – Shape of Water – Das Flüstern des Wassers (The Shape of Water)

### Bestes adaptiertes Drehbuch
Scott Neustadter und Michael H. Weber – The Disaster Artist
Lee Hall – Victoria & Abdul
James Ivory – Call Me by Your Name
Jason Fuchs und Allan Heinberg – Wonder Woman
Brian Selznick – Wonderstruck
Aaron Sorkin – Molly’s Game – Alles auf eine Karte (Molly’s Game)

### Beste Filmmusik
Rupert Gregson-Williams – Wonder Woman
Carter Burwell – Wonderstruck
Alexandre Desplat – Shape of Water – Das Flüstern des Wassers (The Shape of Water)
Michael Giacchino – Planet der Affen: Survival (War for the Planet of the Apes)
Hans Zimmer – Dunkirk

### Bester Filmsong
Stand Up for Something aus Marshall
I Don’t Wanna Live Forever aus Fifty Shades of Grey – Gefährliche Liebe (Fifty Shades Darker)
It Ain’t Fair aus Detroit
Prayers for This World aus Cries From Syria
The Promise aus The Promise – Die Erinnerung bleibt (The Promise)
Truth to Power aus Immer noch eine unbequeme Wahrheit – Unsere Zeit läuft (An Inconvenient Sequel)

### Beste Kamera
Roger Deakins – Blade Runner 2049
Ben Davis – Three Billboards Outside Ebbing, Missouri
Bruno Delbonnel – Die dunkelste Stunde (Darkest Hour)
Hoyte van Hoytema – Dunkirk
Dan Laustsen – Shape of Water – Das Flüstern des Wassers (The Shape of Water)
Sam Levy – Lady Bird

### Beste Visuelle Effekte
Blade Runner 2049
Alien: Covenant
Dunkirk
Planet der Affen: Survival (War for the Planet of the Apes)
Shape of Water – Das Flüstern des Wassers (The Shape of Water)
Wonder Woman

### Bester Filmschnitt
William Hoy – Planet der Affen: Survival (War for the Planet of the Apes)
Jonathan Amos – Baby Driver
Valerio Bonelli – Die dunkelste Stunde (Darkest Hour)
Jon Gregory – Three Billboards Outside Ebbing, Missouri
Lee Smith – Dunkirk
Sidney Wolinsky – Shape of Water – Das Flüstern des Wassers (The Shape of Water)

### Bester Ton
Dunkirk
Blade Runner 2049
Coco – Lebendiger als das Leben! (Coco)
Die dunkelste Stunde (Darkest Hour)
Logan – The Wolverine (Logan)
Planet der Affen: Survival (War for the Planet of the Apes)

### Art Direction and Production Design
Shape of Water – Das Flüstern des Wassers (The Shape of Water)
Blade Runner 2049
Downsizing
Dunkirk
Get Out
Der seidene Faden (Phantom Thread)

### Bestes Kostümdesign
Mark Bridges – Der seidene Faden (Phantom Thread)
Stacey Battat – Die Verführten (The Beguiled)
Consolata Boyle – Victoria & Abdul
Alexandra Byrne – Mord im Orient Express (Murder on the Orient Express)
Jacqueline Durran – Die Schöne und das Biest (Beauty and the Beast)
Jeffrey Kurland – Dunkirk

### Bestes Ensemble
Mudbound

## Gewinner und Nominierte im Bereich Fernsehen
| Serie                                          | N | A |
| ---------------------------------------------- | - | - |
| Big Little Lies                                | 5 | 2 |
| Feud – Die Feindschaft zwischen Bette und Joan | 5 | 0 |
| The Handmaid’s Tale – Der Report der Magd      | 3 | 2 |
| The Wizard of Lies – Das Lügengenie            | 3 | 2 |
| Baskets                                        | 3 | 0 |
| The Leftovers                                  | 3 | 0 |
| Outlander                                      | 3 | 0 |

### Beste Fernsehserie (Drama)
Vikings
Tote Mädchen lügen nicht (13 Reasons Why)
The Affair
The Handmaid’s Tale – Der Report der Magd
Mindhunter
Taboo
This Is Us – Das ist Leben

### Beste Fernsehserie (Komödie/Musical)
GLOW
Orange Is the New Black
Claws
Baskets
Veep – Die Vizepräsidentin
Atypical

### Beste Genre-Serie
Game of Thrones
American Gods
The Leftovers
Legion
Stranger Things
Outlander

### Beste Miniserie
Big Little Lies
Feud – Die Feindschaft zwischen Bette und Joan
Guerrilla
Rillington Place
When We Rise
The Young Pope

### Bester Fernsehfilm
The Wizard of Lies – Das Lügengenie
The Immortal Life of Henrietta Lacks
War Maschine
King Charles III
To Walk Invisible: The Bronte Sisters

### Bester Darsteller in einer Serie (Drama/Genre)
Jonathan Groff – Mindhunter
Brendan Gleeson – Mr. Mercedes
Tom Hardy – Taboo
Sam Heughan – Outlander
Ewan McGregor – Fargo
Harry Treadaway – Mr. Mercedes

### Beste Darstellerin in einer Serie (Drama/Genre)
Elisabeth Moss – The Handmaid’s Tale – Der Report der Magd
Caitriona Balfe – Outlander
Carrie Coon – The Leftovers
Maggie Gyllenhaal – The Deuce
Katherine Langford – Tote Mädchen lügen nicht
Ruth Wilson – The Affair

### Bester Darsteller in einer Serie (Komödie/Musical)
William H. Macy – Shameless
Aziz Ansari – Master of None
Zach Galifianakis – Baskets
Neil Patrick Harris – Eine Reihe betrüblicher Ereignisse (A Series of Unfortunate Events)
John Lithgow – Trial & Error
Thomas Middleditch – Silicon Valley

### Beste Darstellerin in einer Serie (Komödie/Musical)
Niecy Nash – Claws
Alison Brie – GLOW
Kathryn Hahn – I Love Dick
Ellie Kemper – Unbreakable Kimmy Schmidt
Julia Louis-Dreyfus – Veep – Die Vizepräsidentin
Issa Rae – Insecure

### Bester Darsteller in einer Miniserie oder einem Fernsehfilm
Robert De Niro – The Wizard of Lies – Das Lügengenie
Benedict Cumberbatch – Sherlock
Jude Law – The Young Pope
Ewan McGregor – Fargo
Tim Pigott-Smith – King Charles III

### Beste Darstellerin in einer Miniserie oder einem Fernsehfilm
Nicole Kidman – Big Little Lies
Joanne Froggatt – Dark Angel
Jessica Lange – Feud – Die Feindschaft zwischen Bette und Joan
Elisabeth Moss – Top of the Lake: China Girl
Michelle Pfeiffer – The Wizard of Lies – Das Lügengenie
Susan Sarandon – Feud – Die Feindschaft zwischen Bette und Joan

### Bester Nebendarsteller in einer Serie, Miniserie oder einem Fernsehfilm
Michael McKean – Better Call Saul
Louie Anderson – Baskets
Christopher Eccleston – The Leftovers
Alexander Skarsgård – Big Little Lies
Lakeith Stanfield – War Machine
Stanley Tucci – Feud – Die Feindschaft zwischen Bette und Joan

### Beste Nebendarstellerin in einer Serie Miniserie oder einem Fernsehfilm
Ann Dowd – The Handmaid’s Tale – Der Report der Magd
Danielle Brooks – Orange Is the New Black
Judy Davis – Feud – Die Feindschaft zwischen Bette und Joan
Laura Dern – Big Little Lies
Regina King – American Crime
Shailene Woodley – Big Little Lies

### Bestes Ensemble
Poldark

## Sonderauszeichnungen
- Auteur Award (für eine einzigartige Kontrolle über die Filmproduktionselemente) – Greta Gerwig für Lady Bird
- Humanitarian Award (für wohltätige Leistungen in der Filmbranche) – Stephen Chbosky
- Mary Pickford Award (für herausragende Beiträge zur Entertainment-Branche) – Dabney Coleman
- Tesla Award (für innovative Leistungen in der Filmproduktion) – Robert Legato
- Bester Erster Film (Best First Feature) – John Carroll Lynch für Lucky

## Neue Medien

### Beste DVD/Blu-ray – Allgemein
Humans 2.0
100 Years of Olympic Films: 1912–2012
Alien Anthology
Daughters of Dust
The Salesman

### Beste DVD/Blu-ray – Jugendfrei
The Planet Earth Collection
Cars 3
Ich – Einfach unverbesserlich 3 (Despicable Me 3)
Lion King
Peanuts Holiday Collection

### Bestes Sportspiel
Madden NFL 18
Everybody’s Golf
Football Manager 2018
MLB The Show 17
Pro Evolution Soccer 2018

### Bestes Action-/Adventure-Spiel
Super Mario Odyssey
The Legend of Zelda: Breath of the Wild
Nier: Automata
Pyre
Tom Clancy’s Ghost Recon Wildlands

### Bestes Handyspiel
Monument Valley 2
Age of Rivals
Cat Quest
Egglia: Legend of the Redcap
Yankai’s Peak